# David DiLucia
David DiLucia (Norristown, 15 gennaio 1970) è un ex tennista e allenatore di tennis statunitense.

## Biografia

### Carriera sportiva
DiLucia nei suoi anni da juniores raggiunse la semifinale in singolare agli US Open 1987 ed in doppio a Wimbledon 1988 insieme a Jonathan Stark.
Dopo aver giocato a livello universitario per Notre Dame ed aver rappresentato gli Stati Uniti ai Giochi panamericani di Avana 1991 conquistando la medaglia d'oro in doppio misto insieme a Pam Shriver e l'argento in singolare perdendo in finale contro Luis Herrera, nel 1992 cominciò a frequentare i tornei dell'ATP Challenger Series e dell'ATP Tour debuttando all'U.S. Pro Indoor di Filadelfia in cui sconfisse al primo turno l'ex top-10 Kevin Curren.
In carriera raggiunse i migliori risultati in doppio, specialità nella quale raggiunse la 92ª posizione del ranking e in cui vanta tre semifinali a livello ATP: nel 1998 e nel 1999 al Sybase Open di San Jose insieme a Michael Sell e sempre nel 1999 all'Hall of Fame Tennis Championships di Newport insieme a Laurence Tieleman.

### Dopo il ritiro
Dopo essersi ritirato nel marzo 2001, nel 2004 diventò allenatore nazionale nell'United States Tennis Association (USTA) fino al dicembre 2005 quando fu assunto come allenatore da Lindsay Davenport.

## Statistiche

### Tornei minori

#### Doppio

##### Vittorie (9)
| Legenda tornei minori |
| Challenger (9)        |
| Futures (0)           |

| N. | Data              | Torneo                                                  | Superficie | Compagno        | Avversari in finale             | Punteggio     |
| 1. | 25 luglio 1993    | Montebello Challenger, Montebello                       | Cemento    | Doug Flach      | Lan Bale Maurice Ruah           | 6-3, 6-2      |
| 2. | 14 agosto 1994    | Levene Gouldin & Thompson Tennis Challenger, Binghamton | Cemento    | Chris Woodruff  | Neville Godwin Scott Sigerseth  | 4-6, 6-4, 6-3 |
| 3. | 23 luglio 1995    | BH Tennis Open International Cup, Belo Horizonte        | Cemento    | Dan Kronauge    | Egberto Caldas Cristiano Testa  | 6-7, 6-3, 6-3 |
| 4. | 18 agosto 1996    | Bronx Tennis Classic, Bronx                             | Cemento    | Scott Humphries | Chris Haggard Chris Wilkinson   | 6-4, 6-1      |
| 5. | 29 settembre 1996 | JSM Challenger, Urbana                                  | Cemento    | Scott Humphries | Brandon Coupe Trey Phillips     | 6-4, 6-2      |
| 6. | 16 novembre 1997  | Las Vegas Tennis Open, Las Vegas                        | Cemento    | Michael Sell    | Paul Goldstein Jim Thomas       | 6-4, 6-4      |
| 7. | 15 marzo 1998     | Challenger Salinas, Salinas                             | Cemento    | Michael Sell    | Mariano Hood Sebastián Prieto   | 7-6, 6-4      |
| 8. | 11 ottobre 1998   | San Antonio Challenger, San Antonio                     | Cemento    | Michael Sell    | Michael Hill Scott Humphries    | 7-6, 6-4      |
| 9. | 24 ottobre 1999   | Houston Challenger, Houston                             | Cemento    | Michael Sell    | Bobby Kokavec Jocelyn Robichaud | 7–6(8), 6-0   |

##### Finali perse (6)
| Legenda tornei minori |
| Challenger (6)        |
| Futures (0)           |

| N. | Data             | Torneo                                                  | Superficie     | Compagno            | Avversari in finale               | Punteggio   |
| 1. | 10 ottobre 1993  | Calgary Challenger, Calgary                             | Cemento indoor | Richard Schmidt     | Sébastien Lareau Daniel Nestor    | 1-6, 2-6    |
| 2. | 11 agosto 1996   | Levene Gouldin & Thompson Tennis Challenger, Binghamton | Cemento        | Kenny Thorne        | Justin Gimelstob Jeff Salzenstein | 2-6, 4-6    |
| 3. | 3 agosto 1997    | Fifth Third Bank Tennis Championships, Lexington        | Cemento        | Bryan Shelton       | Wayne Black Brian MacPhie         | 4-6, 5-7    |
| 4. | 15 novembre 1998 | Las Vegas Tennis Open, Las Vegas                        | Cemento        | Michael Sell        | Marcos Ondruska Byron Talbot      | 6-7, 3-6    |
| 5. | 29 novembre 1998 | Burbank Challenger, Burbank                             | Cemento        | Michael Sell        | Bob Bryan Mike Bryan              | 0-6, 6-7    |
| 6. | 15 agosto 1999   | Madrid Challenger, Madrid                               | Cemento        | Stefano Pescosolido | Thomas Shimada Myles Wakefield    | 3-6, 6(6)–7 |